# 螣蛇十二

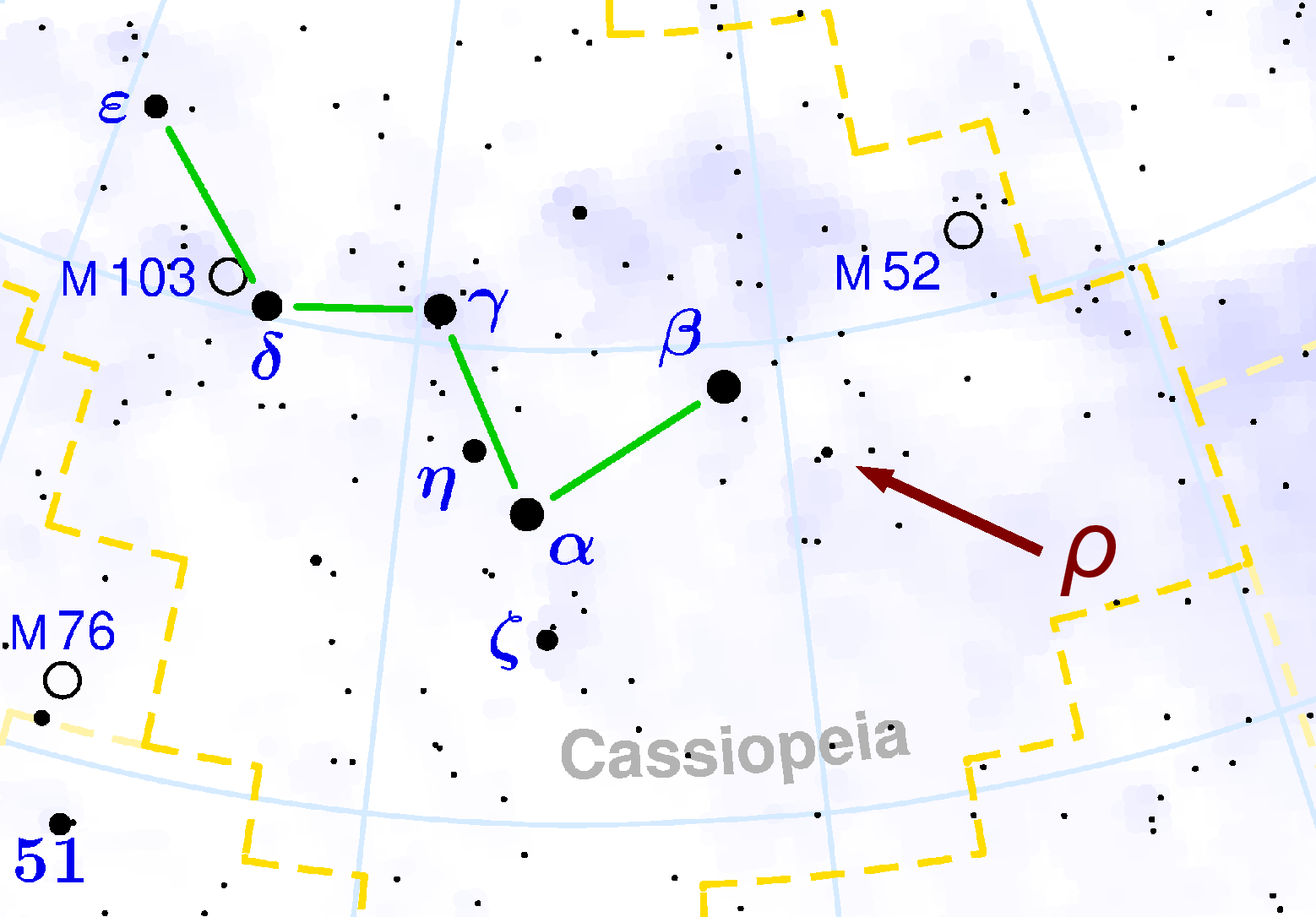
螣蛇十二在仙后座的位置

黃特超巨星仙后座ρ（450 R☉）與手槍星（340 R☉）、参宿四（1000 R☉）、大犬座VY（2100 R☉）、以及太陽（1 R☉）的大小比較。太陽在此圖中幾乎只相當於一個畫素大小。

螣蛇十二，又稱為仙后座ρ（Rho Cassiopeiae）是一顆黄特超巨星，位於仙后座。即使距離地球11650光年，仍然可以用肉眼觀測到它（南半球不可見），因為它的亮度為太陽的35~65萬倍。螣蛇十二的直徑為太陽的450倍（6.3億公里），絕對星等為−7.5等，為已知最明亮的恆星之一。雖然它與太陽的表面溫度相仿，不過適居區却距離恆星遠達450天文單位。黃特超巨星是相當稀少的一種恆星，在銀河系中目前只發現7顆，不過在仙后座中另有一顆黃特超巨星仙后座V509。螣蛇十二沒有伴星，且屬於半規則變星。

## 觀測
約翰·拜耳於1603年出版的星圖《測天圖》中的拜耳命名法已經將螣蛇十二編號。約翰·佛蘭斯蒂德於1712年的星表中提出依赤經編號的佛蘭斯蒂德命名法將它編號為仙后座7（7 Cassiopeiae）。
螣蛇十二的光度並不很穩定。它目前的視星等是4.5，但在1946年它的視星等曾降到6，表面溫度在恢復原亮度前曾下降到大約4000 K。1893年時也曾發生因為表面噴發而使亮度下降的類似狀況，而噴發週期大約是50年。2000至2001年時該恆星再次噴發，是已知規模最大的恆星物質噴發事件之一，噴發物質量相當於地球質量1萬倍或太陽質量3%。2000年夏季威廉·赫歇耳望遠鏡對它的觀測發現表面溫度在數個月內從7000下降到4000 K。
以上觀測也發現了螣蛇十二已經成為超新星（雖然超新星的光尚未到達地球）或即將在不久後變成超新星的證據，因為它已經將大多數的核融合物質消耗殆盡。假設它的噴發持續以近年觀測到的噴發率持續進行，它在之前1萬年中已經喪失了大約20倍太陽質量的物質。

## 延伸閱讀
- Israelian, G.; Lobel, A.; Schmidt, M. R. . The Astrophysical Journal Letters. 1999, 523: L145–L149. Bibcode:1999ApJ...523L.145I. arXiv:astro-ph/9908308 . doi:10.1086/312283.
- Lobel, A.; et al.. . The Astrophysical Journal. 2003, 583: 923–954. Bibcode:2003ApJ...583..923L. arXiv:astro-ph/0301238 . doi:10.1086/345503.

## 外部連結
- Press release from the William Herschel Telescope team （页面存档备份，存于） about their findings.
- Rho Cassiopeiae fact sheet （页面存档备份，存于）
- David Darling site （页面存档备份，存于）